# Шатне, Пьер
Пьер Шатне́ (фр. Pierre Chatenet; 6 марта 1917, Париж — 4 сентября 1997, Таве) — французский политик, министр внутренних дел (1959—1961).

## Биография
В 1941 году начал работать аудитором в Государственном совете, с октября 1944 года руководил канцелярией министра труда Александра Пароди во Временном правительстве Франции. В 1946 году назначен советником французского представительства при ООН, с 1950 по 1954 год — советник постоянного представительства Франции при штаб-квартире НАТО (сначала в Лондоне, затем в Париже), с 1954 по январь 1959 года занимал должность директора государственной службы. 28 мая 1959 года получил портфель министра внутренних дел в правительстве Дебре. 5 мая 1961 года ушёл в отставку и в декабре того же года назначен председателем Евратома и возглавлял его до июля 1967 года (Комиссия Шатне). С января 1968 по декабрь 1972 года — председатель Комиссии по биржевым операциям, с февраля 1968 по февраль 1977 года — член Конституционного совета Франции, с 1973 по 1984 год — президент Créditel и Cofiroute, с октября 1982 года до июня 1997 года входил в правление орлеанской ежедневной газеты «La République du Centre». Командор Ордена Почётного легиона.